# ファイサル・モハメド
ファイサル・モハメド（Faisal MOHAMMED、1991年5月7日 - ）は、ガーナのサッカー選手。同国、アクラ出身。ポジションはフォワード。

## 来歴
ガーナの首都アクラで生まれ、兄の影響で8歳からサッカーを始める。8歳から12歳までオールブラックスに所属し、その後、ガーナ第二の都市クマシにある2部のエボニーFCでプレー。2008年6月、国内から55名が選出されたU－17ガーナ代表候補の1人に選ばれた。
2009年7月14日から浦和レッドダイヤモンズのトップチームの練習に参加し、8月27日にC契約での正式加入が決定。浦和にとって初のアフリカ人選手となった。
しかし2010年5月9日、浦和レッドダイヤモンズとの契約解除と、エボニーFCへの移籍が発表された。

## 所属クラブ
- 2009年8月- 2010年5月  浦和レッドダイヤモンズ
- 2010年5月-  エボニーFC

## 個人成績
| 国内大会個人成績 | 国内大会個人成績 | 国内大会個人成績 | 国内大会個人成績 | 国内大会個人成績 | 国内大会個人成績 | 国内大会個人成績 | 国内大会個人成績 | 国内大会個人成績 | 国内大会個人成績 | 国内大会個人成績 | 国内大会個人成績 |
| 年度             | クラブ           | 背番号           | リーグ           | リーグ戦         | リーグ戦         | リーグ杯         | リーグ杯         | オープン杯       | オープン杯       | 期間通算         | 期間通算         |
| 年度             | クラブ           | 背番号           | リーグ           | 出場             | 得点             | 出場             | 得点             | 出場             | 得点             | 出場             | 得点             |
| 日本             | 日本             | 日本             | 日本             | リーグ戦         | リーグ戦         | リーグ杯         | リーグ杯         | 天皇杯           | 天皇杯           | 期間通算         | 期間通算         |
| ---------------- | ---------------- | ---------------- | ---------------- | ---------------- | ---------------- | ---------------- | ---------------- | ---------------- | ---------------- | ---------------- | ---------------- |
| 2009             | 浦和             | 30               | J1               | 0                | 0                | 0                | 0                | 0                | 0                | 0                | 0                |
| 2010             | 浦和             | 30               | J1               | 0                | 0                | 0                | 0                | 0                | 0                | 0                | 0                |
| 通算             | 日本             | 日本             | J1               | 0                | 0                | 0                | 0                | 0                | 0                | 0                | 0                |
| 総通算           | 総通算           | 総通算           | 総通算           | 0                | 0                | 0                | 0                | 0                | 0                | 0                | 0                |

- Jリーグ初ベンチ： 2009年8月29日 Jリーグ第24節 vsヴィッセル神戸戦（ホームズスタジアム神戸）